# Les Colons
Pour plus de détails, voir Fiche technique et Distribution.
Les Colons (Los colonos) est un film dramatique chilo-argentino-britannico-dano-franco-germano-suédo-taïwanais réalisé par Felipe Gálvez, sorti en 2023. Il s'agit de son premier long métrage, cadrant sur l'extermination des Selknam entre la fin XIXe siècle et le début XXe siècle à la Terre de Feu.
Il est présenté dans la section « Un certain regard », en compétition pour la « Caméra d'or », au festival de Cannes 2023, où il reçoit le prix FIPRESCI.

## Synopsis
En 1893, trois hommes Segundo, un métis d'origine chilienne, MacLennan, un vétéran écossais, et Bill, un mercenaire américain, entreprennent une expédition pour délimiter et récupérer les terres que l’État a accordées à José Menéndez. Ce qui semble être une expédition administrative se transforme en une violente chasse aux Onas, les indigènes de l’archipel de la Terre de Feu.

## Fiche technique
Sauf indication contraire, les informations mentionnées dans cette section peuvent être confirmées par les bases de données cinématographiques IMDb, Allociné et Unifrance,  présentes dans la section « Liens externes ».
- Titre original : Los colonos
- Titre français : Les Colons
- Réalisation : Felipe Gálvez
- Scénario : Felipe Gálvez et Antonia Girardi
- Musique : Harry Allouche
- Décors : Sebastián Orgambide
- Costumes : Muriel Parra
- Photographie : Simone D'Arcangelo
- Son : Tu Duu-chih et Tu Tse-kang
- Montage : Matthieu Taponier
- Production : Stefano Centini, Benjamín Doménech, Santiago Gallelli, Thierry Lenouvel, Emily Morgan, Giancarlo Nasi et Matias Roveda
- Production exécutive : Caroline Agunin et Nicolas San Martin
- Coproduction : Fernando Bascuñán, Kristina Börjeson, Eva Jakobsen, Mikkel Jersin, Anthony Muir, Katrin Pors et Ingmar Trost
- Production associée : Juan José Erenchún, Matías Gutiérrez et Daniela Mendoza
- Production déléguée : Constanza Erenchún, Amy Gardner et Alex C. Lo
- Sociétés de production : Quijote Films (Chili) ; Quiddity Films (Royaume-Uni), Rei Cine (Argentine), Volos Films (Taiwan), Cinema Inutile (France), Ciné-Sud Promotion, Film i Väst (Suède), Finite Films and TV, MK2 Films (France), Snowglobe Films (Danemark) et Sutor Kolonko (Allemagne)
- Société de distribution : MUBI ; Dulac Distribution (France)
- Pays de production :  Chili,  Allemagne,  Argentine,  Danemark,  France,  Royaume-Uni,  Suède,  Taïwan
- Langue originale : espagnol, anglais
- Format : couleur
- Genre : drame, historique, policier, western
- Durée : 97 minutes
- Dates de sortie :
  - France : 22 mai 2023 (festival de Cannes) ; 20 décembre 2023 (sortie nationale)
  - Royaume-Uni : 9 octobre 2023 (festival du film de Londres)
  - Argentine : 4 novembre 2023 (festival international du film de Mar del Plata)
  - Taïwan : 10 novembre 2023 (Golden Horse Film Festival and Awards)
  - Suède : 11 novembre 2023 (Festival international du film de Stockholm) ; 12 avril 2024 (sortie nationale)
  - Allemagne : 15 février 2024

## Distribution
- Camilo Arancibia : Segundo, le Mestizo
- Mark Stanley (en) : le lieutenant MacLennan
- Benjamin Westfall : Bill, mercenaire américain
- Sam Spruell : le colonel Martin
- Alfredo Castro : José Menendez (es)
- Mishell Guaña : Kiepja
- Marcelo Alonso : Vicuña
- Adriana Stuven : Josefina Menéndez
- Mariano Llinás : Francisco Moreno
- Agustín Rittano : le capitaine Ambrosio
- Luis Machín (es) : le directeur
- Emily Orueta : la petite-fille

## Tournage
Le tournage a lieu en mars 2020, à la Terre de Feu et en Patagonie, entre l'Argentine et le Chili, où il s'est avéré « très difficile pour des raisons météorologiques, mais aussi parce que la Terre de Feu appartient toujours à la famille Menéndez », raconte le réalisateur.

## Critiques
Camille Nevers du journal Libération évoque un « film somptueux » qui « plonge sans concession dans le passé génocidaire » du Chili.

## Distinctions

### Récompenses
- Festival de Cannes 2023 : Prix FIPRESCI[10]
- Festival de Lima 2023[11] :
  - Meilleur scénario pour Felipe Gálvez et Antonia Girardi
  - APRECI du meilleur film
- Festival Biarritz Amérique latine 2023 : prix de la critique[12]
- Festival du nouveau cinéma 2023 : Louve d'or

### Sélections
- Festival de Cannes 2023 : section « Un certain regard »[13], ainsi que « Caméra d'or »[14]
- Festival de Lima 2023[11]